# Cubul (serie de filme)
Cubul este o serie de filme canadiene psihologice thriller/horror științifico-fantastice. Cele trei filme au fost regizate de Vincenzo Natali, Andrzej Sekuła și, respectiv, Ernie Barbarash.
Toate cele trei filme sunt bazate pe aceeași premisă: există o structură gigantică, mecanică, în formă de cub cu destinație și origine necunoscută, alcătuită din o mulțime de camere mici în formă de cub. Fiecare dintre aceste camere are șase uși, câte una pe fiecare față a cubului, care duce în camere adiacente, decorate identic, numai diferite la culoare. Unele dintre aceste camere sunt „sigure”, în timp ce altele sunt echipate cu capcane mortale, cum ar fi aruncătoare de flăcări și sârmă ghimpată care iese din pereți. În unele cazuri, este posibil să se detecteze o capcană prin aruncarea unui obiect în prima încăpere, cu toate că această metodă nu este întotdeauna de încredere, datorită mecanismelor diferite de declanșare a capcanelor. 
În fiecare film, un grup de străini se trezește în această structură misterioasă, fără nicio cunoștință despre cum au ajuns sau pentru ce sunt acolo. În scopul de a scăpa din această închisoare-labirint, ei trebuie să-și folosească cunoștințele și talentele lor pentru a evita capcanele și pentru a merge spre ieșire, în același timp încercând să rezolve misterul privind natura și scopul cubului. Cu toate acestea, presiunea de a fi în cub îl transformă, în general, pe unul dintre prizonieri într-un criminal maniac care-i ucide pe ceilalți.  
Cubul Zero este ușor diferit față de primele două filme deoarece prezintă și oamenii din partea exterioară a cubului a căror misiune era de a controla și de a supraveghea cubul și pe oamenii introduși în el.  

## Filmele seriei

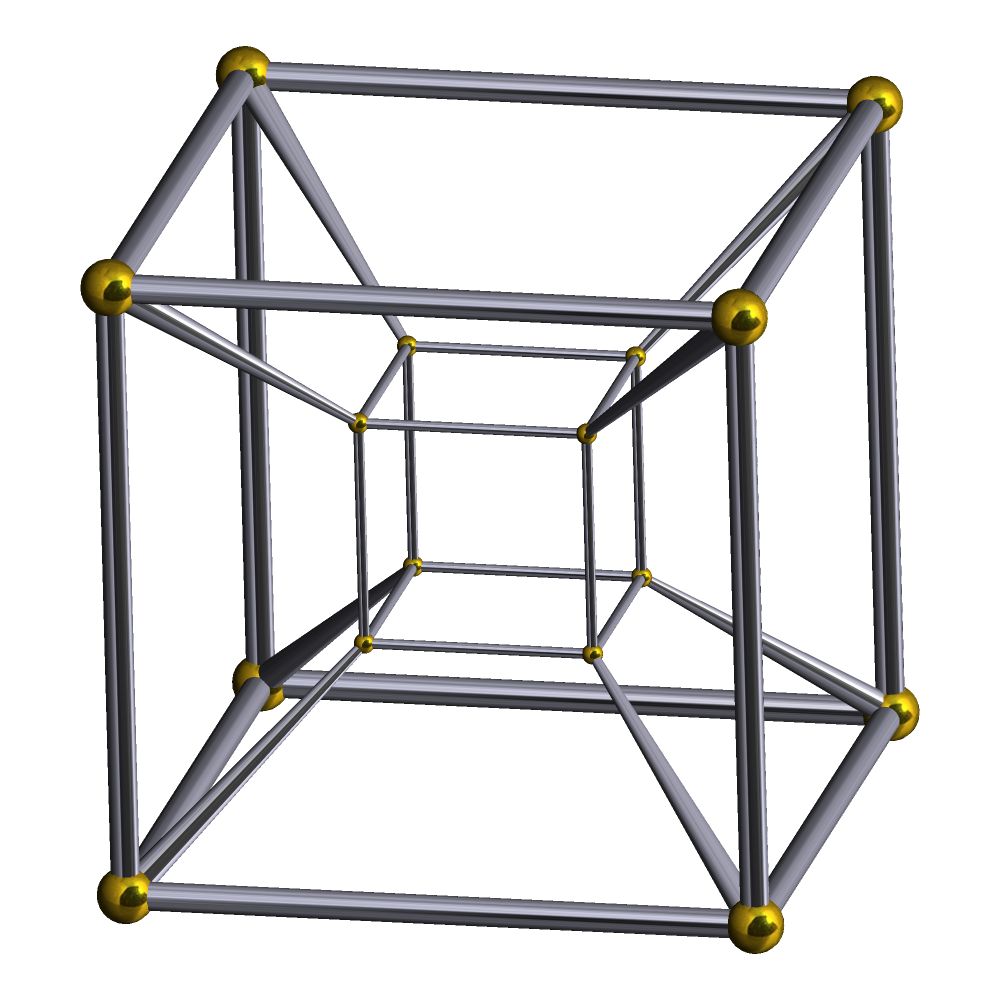
Hipercub

- Cubul (1997), primul film din serie prezintă povestea unui grup de șapte străini speriați care se trezesc captivi într-un labirint bizar format din camere în formă de cub, fără a ști cum au ajuns acolo. Căutând o cale de ieșire, ei descoperă repede că mai multe camere conțin capcane mortale, în timp ce altele sunt sigure. Inițial, deținuții stau împreună, în încercarea de a scăpa, dar, cu timpul, încep să se lupte între ei, din cauza stresului. În ciuda bugetului redus al filmului, a avut un succes moderat comercial și a dezvoltat un cult datorită atmosferei suprarealiste, kafkiană.

- Cubul 2: Hypercube (2003) este modelat pe original. Camerele sumbre, murdare din primul film sunt înlocuite cu camere high-tech, viu-colorate, precum și tehnologia convențională a capcanelor originale este înlocuită cu amenințări ultra-tech bazate pe matematică abstractă. Un nou grup de prizonieri descoperă rapid că, spre deosebire de filmul original, camerele din închisoarea lor par să se schimbe instantaneu. Ei își dau seama că sunt într-un tesseract (hipercub) funcțional în care gravitația, spațiul și timpul sunt distorsionate. De data aceasta fiecare prizonier are o legătură cu presupusul creator al cubului.

- Cubul Zero (2004) este un prequel al filmului Cubul. Spre deosebire de primele două filme, care s-au limitat doar la povestea prizonierilor, filmul prezintă și două personaje, Eric Wynn și Dodd, care sunt tehnicieni ai cubului și se ocupă cu supravegherea prizonierilor. Wynn își dă seama că îi pasă de soarta Cassandrei Rains, o femeie prizonieră în cub și decide să-și riște locul de muncă și viața pentru a o ajuta să încerce să scape.

- Cube 3D Arhivat în 11 septembrie 2011, la Wayback Machine. (2011), Lionsgate a anunțat că va apărea un nou film în această serie, intitulat provizoriu Cube 3D. Nu se cunoaște în prezent dacă acest film va fi o refacere, sequel, interquel sau prequel[1]

## Prizonieri morți în fiecare film

### Cubul
Prizonierii din acest film sunt complet străini, fără nicio legătură aparentă între ei sau cu cubul în sine (prin faptul că a fost selectată o varietate de tipuri de oameni), cu excepția lui Worth, despre care se arată că este creator de acoperișuri exterioare a unor locuințe sub formă de cub. Fiecare prizonier are o anumită îndemânare sau vreun talent, care dacă este folosit împreună cu abilitățile celorlalți îl va ajuta să scape din cub. Fiecare deținut este numit după o închisoare reală.
| Nume               | Ocupație                       | Gen    | Închisoarea după care este numit                    | Actor             | Statut     |
| ------------------ | ------------------------------ | ------ | --------------------------------------------------- | ----------------- | ---------- |
| Kazan              | Savant autist                  | Bărbat | Închisoarea Kazan (Rusia)                           | Andrew Miller     | În viață   |
| David Worth        | Arhitect                       | Bărbat | Închisoarea Leavenworth (Statele Unite)             | David Hewlett     | Necunoscut |
| Quentin            | Ofițer de poliție              | Bărbat | Închisoarea de stat din San Quentin (Statele Unite) | Maurice Dean Wint | Mort       |
| Leaven             | Studentă la Matematică         | Femeie | Închisoarea Leavenworth (Statele Unite)             | Nicole de Boer    | Mort       |
| Dr. Helen Holloway | Medic la o clinică particulară | Femeie | Închisoarea de femei Holloway (Marea Britanie)      | Nicky Guadagni    | Mort       |
| Rennes             | Evadat dintr-o închisoare      | Bărbat | Închisoarea Rennes (Franța)                         | Wayne Robson      | Mort       |
| Alderson           | Necunoscut                     | Bărbat | Închisoarea Federală Alderson (Statele Unite)       | Julian Richings   | Mort       |

### Cubul 2: Hypercubul
Prizonierii din acest film sunt toți asociați cu Corporația IZON. 
| Nume                    | Ocupație                                           | Gen    | Actor              | Statut |
| ----------------------- | -------------------------------------------------- | ------ | ------------------ | ------ |
| Kate Filmore            | Psihoterapist/Soldat                               | Femeie | Kari Matchett      | Mort   |
| Simon Grady             | Detectiv privat                                    | Bărbat | Geraint Wyn Davies | Mort   |
| Alexandra "Sasha" Trusk | Hacker                                             | Femeie | Grace Lynn Kung    | Mort   |
| Rebecca "Becky" Young   | Tehnician IZON                                     | Femeie | Greer Kent         | Mort   |
| Julia                   | Avocat                                             | Femeie | Lindsey Connell    | Mort   |
| Max Reisler             | Designer jocuri video                              | Bărbat | Matthew Ferguson   | Mort   |
| Doamna Paley            | Matematician pensionat                             | Femeie | Barbara Gordon     | Mort   |
| Jerry Whitehall         | Inginer                                            | Bărbat | Neil Crone         | Mort   |
| Col. Thomas H. Maguire  | Colonel                                            | Bărbat | Bruce Gray         | Mort   |
| Dr. Phil Rosenzweig     | Om de știință/Autor (nominalizat la premiul Nobel) | Bărbat | Andrew Scorer      | Mort   |

### Cubul Zero
Diferența în acest film este dată de faptul că privitorul urmărește povestea observatorilor cubului, precum și a deținuților înșiși. 
| Nume              | Ocupație                         | Gen    | Actor               | Statut     |
| ----------------- | -------------------------------- | ------ | ------------------- | ---------- |
| Eric Wynn         | Tehnician al cubului (începător) | Bărbat | Zachary Bennett     | În viață   |
| Dodd              | Tehnician al cubului (senior)    | Bărbat | David Huband        | Mort       |
| Owen              | Tehnician al cubului (senior)    | Bărbat | Tony Munch          | Mort       |
| Chickliss         | Tehnician al cubului (începător) | Bărbat | N/A                 | Mort       |
| Cassandra Rains   | Protestatar politic              | Femeie | Stephanie Moore     | În viață   |
| Robert P. Haskell | Soldat                           | Bărbat | Martin Roach        | Mort       |
| Meyerhold         | Necunoscut                       | Bărbat | Mike "Nug" Nahrgang | Mort       |
| Jellico           | Necunoscut                       | Femeie | Terri Hawkes        | Mort       |
| Bartok            | Necunoscut                       | Bărbat | Richard McMillan    | Mort       |
| Ryjkin            | Necunoscut                       | Bărbat | Jasmin Geljo        | Mort       |
| Chandler          | Necunoscut                       | Femeie | Sandi Ross          | Necunoscut |
| Smith             | Necunoscut                       | Bărbat | Dino Bellisario     | Necunoscut |
| McCaw             | Necunoscut                       | Femeie | Ashley James        | Necunoscut |

## Mitologie
Nu se știe exact în ce lume are loc povestea din seria Cubul. Primul Cub nu spune nimic despre universul în care are loc acțiunea filmului, despre cine este responsabil cu proiectul Cubul sau de ce prizonierii sunt acolo. Cu toate acestea unele sugestii privind răspunsurile la aceste întrebări apar în următoarele două filme ale seriei. 
Al doilea film dezvăluie faptul că există o corporație numită IZON care este responsabilă pentru producerea Cubului, în timp ce al treilea film indică faptul că funcționarea și construcția cubului a fost comandată direct sau indirect de către o organizație guvernamentală nedenumită. Filmele au acțiunea în viitor deși unul dintre personajele Cubul 2 îl menționează pe Muammar Gaddafi, care este din timpul nostru. 
Guvernul responsabil este sugerat ca fiind o teocrație religioasă, deoarece se precizează că Owen ar fi fost executat pentru că nu crede în Dumnezeu și datorită aluziilor lui Jax potrivit cărora loialitatea față de guvern și de Dumnezeu este obligatorie.
Alternativ, cu toate acestea, întrebări cu privire la Dumnezeu nu apar frecvent în mintea subiecților din filmele Cubul. Întrebări cum ar fi De ce permite Dumnezeu să se întâmple acest lucru? apar des. După ce rezolvă puzzle-ul Cubului și ajunge în cameră de ieșire, un subiect ar putea fi mai puțin înclinat să răspundă Da la întrebarea dacă credeți în Dumnezeu? datorită euforiei cauzate de triumful său personal.

## Curiozități
Un detaliu care sugerează legătura dintre "Cubul" și "Cubul Zero" este sfârșitul filmului "Cubul Zero", unde se dă de înțeles că personajul Kazan ("Cubul") a avut aceeași soartă ca și Eric Wynn ("Cubul Zero"). În plus, cuburile mici, care sunt camerele din "Cubul Zero" nu au culori diferite. Asta până la sfârșit când Eric Wynn se întoarce în Cub în "Camera Verde".